# Morti nel 2015/Gennaio
| Questa pagina contiene informazioni ricavate automaticamente dalle voci biografiche con l'ausilio del template Bio e di un bot. L'aggiornamento è periodico e automatico e ricostruisce completamente la pagina. Se manca una persona in questa lista, sei pregato di non aggiungerla, ma accertati piuttosto che la sua voce biografica contenga il template Bio e che i dati anagrafici siano correttamente compilati. Se il template Bio manca, inseriscilo tu stesso o, in alternativa, metti l'avviso {{tmp\|Bio}} che ne segnala la mancanza. Se i dati riportati sono sbagliati, correggi direttamente la voce biografica; le modifiche saranno visibili in questa lista entro pochi giorni. Per chiarimenti vedi il progetto biografie. La lista contiene solo le 206 persone che sono citate nell'enciclopedia e per le quali è stato implementato correttamente il template Bio. Pagina aggiornata al 18 ago 2025. |

- 1º gennaio - Ulrich Beck, sociologo e scrittore tedesco (n. 1944)
- 1º gennaio - Mario Cuomo, avvocato e politico statunitense (n. 1932)
- 1º gennaio - Giovanni Del Rio, politico italiano (n. 1925)
- 1º gennaio - Donna Douglas, attrice e cantante statunitense (n. 1932)
- 1º gennaio - Omar Karami, politico libanese (n. 1934)
- 1º gennaio - Géry-Jacques-Charles Leuliet, vescovo cattolico francese (n. 1910)
- 1º gennaio - Jan Mathisen, calciatore norvegese (n. 1942)
- 1º gennaio - Boris Vladimirovič Morukov, medico e cosmonauta russo (n. 1950)
- 1º gennaio - Ninón Sevilla, attrice e ballerina messicana (n. 1929)
- 2 gennaio - Abu Anas al-Libi, terrorista libico (n. 1964)
- 2 gennaio - Balda Di Vittorio, politica italiana (n. 1920)
- 2 gennaio - Little Jimmy Dickens, cantante statunitense (n. 1920)
- 2 gennaio - Marceau Esquieu, scrittore e poeta francese (n. 1931)
- 2 gennaio - Derek Minter, pilota motociclistico britannico (n. 1932)
- 3 gennaio - Antonio Di Nunno, politico e giornalista italiano (n. 1945)
- 3 gennaio - Edward Brooke, politico statunitense (n. 1919)
- 3 gennaio - Dwight Hooker, fotografo e architetto statunitense (n. 1928)
- 3 gennaio - Ol'ga Knjazeva, schermitrice sovietica (n. 1954)
- 3 gennaio - Jouko Törmänen, saltatore con gli sci e dirigente sportivo finlandese (n. 1954)
- 3 gennaio - Mu'adh al-Kasasbeh, ufficiale giordano (n. 1988)
- 4 gennaio - Elisabetta Catalano, fotografa italiana (n. 1941)
- 4 gennaio - Pino Daniele, cantautore, chitarrista e compositore italiano (n. 1955)
- 4 gennaio - Teresa Halik, filologa polacca (n. 1949)
- 4 gennaio - Jack Parr, cestista statunitense (n. 1936)
- 4 gennaio - Natalino Pescarolo, vescovo cattolico italiano (n. 1929)
- 4 gennaio - Mário Simas, nuotatore portoghese (n. 1922)
- 4 gennaio - René Vautier, regista e sceneggiatore francese (n. 1928)
- 4 gennaio - János Zsombolyai, direttore della fotografia, regista e sceneggiatore ungherese (n. 1939)
- 5 gennaio - Philippe Baillet, cestista francese (n. 1940)
- 5 gennaio - Jean-Pierre Beltoise, pilota motociclistico e pilota automobilistico francese (n. 1937)
- 5 gennaio - Khan Bonfils, attore britannico (n. 1972)
- 5 gennaio - Antonio Fuertes, calciatore spagnolo (n. 1929)
- 5 gennaio - Ken Hale, allenatore di calcio e calciatore inglese (n. 1939)
- 5 gennaio - Alfons Peeters, calciatore belga (n. 1943)
- 6 gennaio - Vlastimil Bubník, hockeista su ghiaccio e calciatore cecoslovacco (n. 1931)
- 6 gennaio - Eugenio Bucciol, scrittore e storico italiano (n. 1930)
- 6 gennaio - Uber Gradella, calciatore italiano (n. 1921)
- 6 gennaio - Art Jackson, tiratore a segno statunitense (n. 1918)
- 6 gennaio - David C. Lindberg, storico della scienza statunitense (n. 1935)
- 7 gennaio - Cabu, fumettista e disegnatore francese (n. 1938)
- 7 gennaio - Elsa Cayat, psicanalista e scrittrice francese (n. 1960)
- 7 gennaio - Charb, fumettista, disegnatore e giornalista francese (n. 1967)
- 7 gennaio - Philippe Honoré, fumettista e illustratore francese (n. 1941)
- 7 gennaio - Tadeusz Konwicki, scrittore e regista polacco (n. 1926)
- 7 gennaio - Bernard Maris, economista e giornalista francese (n. 1946)
- 7 gennaio - Mompati Merafhe, politico e generale botswano (n. 1936)
- 7 gennaio - Arch A. Moore Jr., politico statunitense (n. 1923)
- 7 gennaio - Mustapha Ourrad, curatore editoriale algerino (n. 1954)
- 7 gennaio - Jean-Paul Parisé, hockeista su ghiaccio e allenatore di hockey su ghiaccio canadese (n. 1941)
- 7 gennaio - Michel Renaud, giornalista, fotografo e viaggiatore francese (n. 1945)
- 7 gennaio - Rod Taylor, attore australiano (n. 1930)
- 7 gennaio - Tignous, fumettista francese (n. 1957)
- 7 gennaio - Georges Wolinski, fumettista francese (n. 1934)
- 8 gennaio - Fernando Argila, calciatore e allenatore di calcio spagnolo (n. 1920)
- 8 gennaio - Andraé Crouch, compositore, cantautore e produttore discografico statunitense (n. 1942)
- 8 gennaio - Orlando De Toni, hockeista su ghiaccio italiano (n. 1951)
- 8 gennaio - Richard Meade, cavaliere britannico (n. 1938)
- 8 gennaio - Remo Pianezzi, ciclista su strada svizzero (n. 1927)
- 9 gennaio - Angelo Anquilletti, calciatore italiano (n. 1943)
- 9 gennaio - Felice Calcaterra, politico italiano (n. 1929)
- 9 gennaio - Amedy Coulibaly, terrorista e criminale francese (n. 1982)
- 9 gennaio - Alberto D'Anna, batterista italiano (n. 1962)
- 9 gennaio - Egidio Fumagalli, calciatore italiano (n. 1937)
- 9 gennaio - Jacqueline Genton, modella svizzera (n. 1931)
- 9 gennaio - Samuel Goldwyn Jr., produttore cinematografico statunitense (n. 1926)
- 9 gennaio - Neuci Ramos da Silva, cestista brasiliana
- 9 gennaio - Józef Oleksy, politico polacco (n. 1946)
- 9 gennaio - Peder Pedersen, pistard e dirigente sportivo danese (n. 1945)
- 9 gennaio - James Reveal, botanico statunitense (n. 1941)
- 9 gennaio - Oleg Rudnov, imprenditore russo (n. 1948)
- 9 gennaio - Roy Tarpley, cestista statunitense (n. 1964)
- 10 gennaio - Brian Clemens, sceneggiatore e produttore televisivo britannico (n. 1931)
- 10 gennaio - Valdo Del Lucchese, politico italiano (n. 1923)
- 10 gennaio - George Dickerson, attore statunitense (n. 1933)
- 10 gennaio - Rosina Frulla, partigiana italiana (n. 1926)
- 10 gennaio - Jim Hogan, maratoneta britannico (n. 1933)
- 10 gennaio - Junior Malanda, calciatore belga (n. 1994)
- 10 gennaio - Taylor Negron, attore statunitense (n. 1957)
- 10 gennaio - Margit Nünke, modella tedesca (n. 1930)
- 10 gennaio - Francesco Rosi, regista e sceneggiatore italiano (n. 1922)
- 10 gennaio - Robert Stone, scrittore statunitense (n. 1937)
- 11 gennaio - Jenő Buzánszky, calciatore e allenatore di calcio ungherese (n. 1925)
- 11 gennaio - Anita Ekberg, attrice svedese (n. 1931)
- 11 gennaio - Helen Eustis, scrittrice e traduttrice statunitense (n. 1916)
- 11 gennaio - Fritz Pott, calciatore tedesco (n. 1939)
- 11 gennaio - Bruno Visintin, pugile italiano (n. 1932)
- 11 gennaio - Eddie Wilcox, calciatore gallese (n. 1927)
- 11 gennaio - Alfredo Zagano, ciclista su strada italiano (n. 1933)
- 11 gennaio - Ryszard Zub, schermidore polacco (n. 1934)
- 12 gennaio - John Bayley, scrittore e critico letterario britannico (n. 1925)
- 12 gennaio - Germán Cobos, attore spagnolo (n. 1927)
- 12 gennaio - Frank Glazer, pianista statunitense (n. 1915)
- 12 gennaio - Elena Obrazcova, mezzosoprano russo (n. 1939)
- 13 gennaio - Robert Boon, attore statunitense (n. 1916)
- 14 gennaio - Stefania Cotoneschi, matematica e insegnante italiana (n. 1952)
- 14 gennaio - Darren Shahlavi, attore, artista marziale e stuntman inglese (n. 1972)
- 15 gennaio - Ludmila Brožová-Polednová, magistrato cecoslovacco (n. 1921)
- 15 gennaio - Ervin Drake, paroliere statunitense (n. 1919)
- 15 gennaio - Kim Fowley, cantante, musicista e produttore discografico statunitense (n. 1939)
- 15 gennaio - Giovanni Lo Porto, blogger italiano (n. 1977)
- 15 gennaio - Valerij Rodčenko, regista sovietico (n. 1938)
- 15 gennaio - Chikao Ōtsuka, doppiatore giapponese (n. 1929)
- 16 gennaio - Luciano Chiti, ciclista su strada italiano (n. 1929)
- 16 gennaio - Pedro María Iguaran Arandia, calciatore spagnolo (n. 1940)
- 16 gennaio - Ray Lumpp, cestista statunitense (n. 1923)
- 16 gennaio - Louis Martin, sollevatore britannico (n. 1936)
- 17 gennaio - Bruno Ballarini, calciatore italiano (n. 1937)
- 17 gennaio - Ken Furphy, allenatore di calcio e calciatore inglese (n. 1931)
- 17 gennaio - Faten Hamama, attrice e produttrice cinematografica egiziana (n. 1931)
- 17 gennaio - Rod McDonald, cestista statunitense (n. 1945)
- 17 gennaio - Kees Okx, pittore olandese (n. 1939)
- 17 gennaio - Origa, cantautrice russa (n. 1970)
- 17 gennaio - Peter Partner, storico e giornalista britannico (n. 1924)
- 17 gennaio - Greg Plitt, attore, culturista e modello statunitense (n. 1977)
- 17 gennaio - Lyla Rocco, attrice italiana (n. 1933)
- 18 gennaio - Grazia Livi, giornalista, saggista e scrittrice italiana (n. 1930)
- 18 gennaio - Nino Lupica, artista italiano (n. 1938)
- 18 gennaio - Pietro Pianta, allenatore di calcio e calciatore italiano (n. 1940)
- 18 gennaio - Milt Schoon, cestista statunitense (n. 1922)
- 18 gennaio - Dallas Taylor, batterista statunitense (n. 1948)
- 19 gennaio - Vladimir Kesarev, calciatore e allenatore di calcio sovietico (n. 1930)
- 19 gennaio - Robert Manzon, pilota automobilistico francese (n. 1917)
- 19 gennaio - Karl Pribram, medico austriaco (n. 1919)
- 19 gennaio - Gustavo Romero, giocatore di calcio a 5 argentino (n. 1968)
- 20 gennaio - Edgar Froese, musicista tedesco (n. 1944)
- 20 gennaio - Néstor Jorge Cabrera, pilota motociclistico spagnolo (n. 1975)
- 20 gennaio - Horst Kohle, calciatore tedesco orientale (n. 1935)
- 20 gennaio - Wilfride Piollet, ballerina e coreografa francese (n. 1943)
- 20 gennaio - Rosanna Ruffini, cantante e attrice italiana (n. 1944)
- 20 gennaio - Hitoshi Saitō, judoka e allenatore di judo giapponese (n. 1961)
- 20 gennaio - Giorgio Zaccarelli, politico italiano (n. 1931)
- 21 gennaio - Marcus Borg, biblista e scrittore statunitense (n. 1942)
- 21 gennaio - Leon Brittan, politico e avvocato britannico (n. 1939)
- 21 gennaio - Adriana De Guilmi, attrice italiana (n. 1948)
- 21 gennaio - Frieda Dänzer, sciatrice alpina svizzera (n. 1930)
- 21 gennaio - Achille e Giovanni Judica Cordiglia, italiano (n. 1933)
- 21 gennaio - Giampaolo Lenzi, allenatore di atletica leggera italiano (n. 1935)
- 21 gennaio - Kemal Monteno, cantautore e paroliere jugoslavo (n. 1948)
- 21 gennaio - Carlos Morris, cestista venezuelano (n. 1975)
- 21 gennaio - Costantino Petrosellini, militare e aviatore italiano (n. 1921)
- 21 gennaio - Fabrizio de Miranda, ingegnere italiano (n. 1926)
- 22 gennaio - Wendell Ford, politico statunitense (n. 1924)
- 22 gennaio - Bartolomeo Gagliano, assassino seriale italiano (n. 1958)
- 22 gennaio - Tommy Mason, giocatore di football americano statunitense (n. 1939)
- 22 gennaio - Franco Nicolazzi, partigiano e politico italiano (n. 1924)
- 22 gennaio - Dacia Valent, politica italiana (n. 1963)
- 23 gennaio - Abd Allah dell'Arabia Saudita, re saudita (n. 1924)
- 23 gennaio - Ernie Banks, giocatore di baseball statunitense (n. 1931)
- 23 gennaio - Marc Dufour, hockeista su ghiaccio canadese (n. 1941)
- 23 gennaio - Barrie Ingham, attore inglese (n. 1932)
- 23 gennaio - Giovanni Lubrano di Ricco, politico italiano (n. 1933)
- 24 gennaio - Julio Canessa, generale e politico cileno (n. 1925)
- 24 gennaio - Otto Carius, militare tedesco (n. 1922)
- 24 gennaio - Toller Cranston, pattinatore artistico su ghiaccio canadese (n. 1949)
- 24 gennaio - Johan Ferner, velista norvegese (n. 1927)
- 24 gennaio - Giancarlo Giomarelli, cantante, paroliere e compositore italiano (n. 1944)
- 24 gennaio - Vic Groves, calciatore inglese (n. 1932)
- 24 gennaio - Nicola Saponaro, drammaturgo italiano (n. 1935)
- 24 gennaio - Juan Serrat, pallanuotista spagnolo (n. 1927)
- 24 gennaio - Julien Stopyra, calciatore francese (n. 1933)
- 24 gennaio - Tengku Intan Zaharah, sovrana malese (n. 1928)
- 25 gennaio - Zulkifli Abdhir, terrorista malese (n. 1966)
- 25 gennaio - Raffaele Girotti, dirigente d'azienda, imprenditore e politico italiano (n. 1918)
- 25 gennaio - Giancarlo Ligabue, paleontologo e politico italiano (n. 1931)
- 25 gennaio - Luigi Marras, politico italiano (n. 1922)
- 25 gennaio - Demis Roussos, cantante e bassista greco (n. 1946)
- 26 gennaio - Eileen Kaufman, scrittrice e giornalista statunitense (n. 1922)
- 26 gennaio - Lucjan Lis, ciclista su strada polacco (n. 1950)
- 26 gennaio - Valerij Miloserdov, cestista sovietico (n. 1951)
- 26 gennaio - Karl-Heinz Narjes, politico e funzionario tedesco (n. 1924)
- 27 gennaio - Wilfred Agbonavbare, calciatore nigeriano (n. 1966)
- 27 gennaio - Arturo Carmassi, scultore e pittore italiano (n. 1925)
- 27 gennaio - Yves Chauvin, chimico francese (n. 1930)
- 27 gennaio - Henk Faanhof, ciclista su strada, pistard e dirigente sportivo olandese (n. 1922)
- 27 gennaio - John T. Myers, politico statunitense (n. 1927)
- 27 gennaio - Bob Shea, cestista statunitense (n. 1924)
- 27 gennaio - Charles Hard Townes, fisico statunitense (n. 1915)
- 28 gennaio - Egon Adler, ciclista su strada tedesco (n. 1937)
- 28 gennaio - Alberto Cardaccio, calciatore uruguaiano (n. 1949)
- 28 gennaio - Jaswant Singh Rajput, hockeista su prato indiano (n. 1926)
- 29 gennaio - Fernando Alloni, pattinatore di velocità su ghiaccio italiano (n. 1925)
- 29 gennaio - Maurizio Arcieri, cantante, attore e compositore italiano (n. 1942)
- 29 gennaio - Amparo Baró, attrice spagnola (n. 1937)
- 29 gennaio - Colleen McCullough, scrittrice e neurologa australiana (n. 1937)
- 29 gennaio - Rod McKuen, poeta, cantautore e compositore statunitense (n. 1933)
- 29 gennaio - Battista Mondin, filosofo e teologo italiano (n. 1926)
- 29 gennaio - Ole Sørensen, calciatore danese (n. 1937)
- 29 gennaio - Kono Taeko, scrittrice giapponese (n. 1926)
- 29 gennaio - Carla Tichatscheck, pattinatrice artistica su ghiaccio italiana (n. 1941)
- 30 gennaio - Carl Djerassi, chimico e scrittore austriaco (n. 1923)
- 30 gennaio - Harold Hassall, calciatore e allenatore di calcio inglese (n. 1929)
- 30 gennaio - Geraldine McEwan, attrice britannica (n. 1932)
- 30 gennaio - Ben Schadler, cestista statunitense (n. 1924)
- 30 gennaio - Ezra Sims, compositore statunitense (n. 1928)
- 30 gennaio - Gerrit Voorting, ciclista su strada e pistard olandese (n. 1923)
- 30 gennaio - Than Wyenn, attore statunitense (n. 1919)
- 30 gennaio - Želju Želev, politico bulgaro (n. 1935)
- 31 gennaio - Vasco Bendini, pittore italiano (n. 1922)
- 31 gennaio - Diego De Leo, arbitro di calcio italiano (n. 1920)
- 31 gennaio - Charles Geerts, calciatore belga (n. 1930)
- 31 gennaio - William Klinger, storico italiano (n. 1972)
- 31 gennaio - Udo Lattek, calciatore, allenatore di calcio e dirigente sportivo tedesco (n. 1935)
- 31 gennaio - Abdullah Othman, calciatore malaysiano (n. 1945)
- 31 gennaio - Lizabeth Scott, attrice e modella statunitense (n. 1922)
- 31 gennaio - Piero Travaglini, pittore e scultore svizzero (n. 1927)
- 31 gennaio - Richard von Weizsäcker, politico tedesco (n. 1920)